# 2008년 런던 영화 비평가 협회상
제29회 런던 영화 비평가 협회상은 2009년 2월 4일에 열린 시상식이다.

## 수상 및 후보

### 작품상
- 더 레슬러 - 대런 아로노프스키 수상

### 외국어영화상
- 바시르와 왈츠를 - Waltz With Bashir 수상

### 감독상
- 벤자민 버튼의 시간은 거꾸로 간다 - 데이빗 핀처 수상

### 작가상
- 슬럼독 밀리어네어 - 사이몬 뷰포이 수상

### 여우주연상
- 레볼루셔너리 로드 - 케이트 윈슬렛 수상

### 남우주연상
- 더 레슬러 - 미키 루크 수상

### 영국감독상
- 슬럼독 밀리어네어 - 대니 보일 수상

### 영국여우주연상
- 당신을 오랫동안 사랑했어요 - 크리스틴 스콧 토마스 수상

### 영국남우주연상
- 헝거 - 스티브 맥퀸 수상

### 영국남우조연상
- 해피 고 럭키 - 에디 마산 수상

### 영국여우조연상
- 벤자민 버튼의 시간은 거꾸로 간다 - 틸다 스윈튼 수상

### 영국신인상
- 헝거 - 스티브 맥퀸 수상

### 특별상
- THOMAS TURGOOSE 수상

### 애튼보로우 상
- 슬럼독 밀리어네어 - 대니 보일 수상

### 딜리스 파웰상
- DAME JUDI DENCH 수상